# Меерсон, Соломон Моисеевич
Залман Мовшевич (Соломон Моисеевич) Меерсон (06.02.1903 — 1989) — советский конструктор авиационных вооружений, лауреат Ленинской премии 1964 года.
Окончил МВТУ (1921—1927).
С 1927 г. конструктор, с 1928 г. зам. руководителя КБ В. Ф. Савельева на заводе № 25 в Москве (в 09.1930 г. КБ вместе с заводом № 25 вошло в состав ЦКБ А. В. Надашкевича, которое в 1932 году передано в ЦАГИ).
С 1935 г. заведующий опытно-экспериментальной лаборатории (ОЭЛ) ЦАГИ. На начало 1940 года — начальник отдела вооружения.
Арестован, содержался в Бутырке и Лефортовской тюрьме. Осужден ВК Верховного суда СССР 29.05.40 г. по ст. 58-7-11 УК на 10 лет ИТЛ.
Отбывал наказание в ЦКБ-29 НКВД («Туполевская шарага») в поселке Болшево под Москвой и в Омске.
9 августа 1943 года Л. П. Берия написал служебную записку И. В. Сталину, в которой предлагал досрочно освободить и перевести в НКАП специалистов 4-го Спецотдела НКВД СССР, участвовавших в проектировании самолётов Пе-2 и ТУ-2 и в их серийном изготовлении. Среди прочих там назван и Меерсон:
Инженер, специалист в области вооружения самолётов. Провел все основные работы по установке бомбардировочного и стрелкового вооружения на самолёте 102, получившие отличную оценку комиссии по гос. испытаниям.
Реабилитирован в 1956 году.
Работал в ОКБ Туполева, конструктор авиационных вооружений.
Лауреат Ленинской премии 1964 года — за разработку ракетоносных систем, способных поражать точечные подвижные морские и наземные цели, а также радиолокационные станции ПВО и ПРО.
Награждён орденом Трудового Красного Знамени, тремя орденами «Знак Почёта» и медалями.
Умер в Москве в 1989 году.
Жена — Мина Ерухимовна.
Сын — Феликс Залманович Меерсон (1926, Москва, СССР — 22.02.2010), лауреат Государственной премии СССР.
Второй сын — ?
Дочь — Анна (р. 1946).